# Maomé V de Granada
Abu Abedalá "Algani Bilá" Maomé ibne Iúçufe (أبو عبد الله "الغني بالله" محمد بن يوسف; 4 de janeiro de 1338 – 16 de janeiro de 1391) ou Maomé V, cognominado Algani (al-Ghani; "o afortunado") ou Almaclu (al-Makhlu; "o deposto"), foi o oitavo rei nacérida de Granada, que reinou em dois períodos, o primeiro entre 1354 e 1359 e o segundo entre 1362 até à sua morte em 1391.
Era filho de Butaina, uma ex-escrava, e de Iúçufe I, a quem sucedeu quando tinha apenas 16 anos, após o assassínio deste. A primeira fase do seu reinado foi pacífica, mas terminou quando o seu meio-irmão Ismail II o destronou, levando-o a refugiar-se no norte de África. Voltou pouco tempo depois e, aliado ao rei castelhano Pedro I, enfrentou Maomé VI, que entretanto tinha substituído Ismail no trono de Granada. Após ter recuperado o trono em 1362, Maomé V desenvolveu uma política externa hábil, baseada na manutenção de boas relações tanto com os cristãos da Península Ibérica como com os Merínidas de Marrocos. Não obstante, aproveitou a guerra civil de Castela (1366–1369) para atacar diversas praças fronteiriças, nomeadamente Úbeda e Algeciras. Esta última foi tomada após um breve assédio.
Durante o seu reinado foram levadas a cabo obras fundamentais no palácio da Alhambra, em Granada, entre as quais se destacam o Pátio dos Leões e a construção do "Quarto Dourado" no Palácio do Mexuar. Construiu também um hospital em Granada.

## Biografia

### Primeiro reinado (1354–1359)
Maomé V tinha apenas 16 anos quando o seu pai foi assassinado. Assumiu o trono sob a tutela de dois regentes: o hájibe Abu Nur Raduão (أبو النون رضوان) e o vizir Liçane Adine ibne Alcatibe (لسان الدين بن الخطيب), que já era o vizir de Iúçufe I.
Durante este período o Reino de Castela e o Reino de Aragão estavam em guerra, o que proporciona ao emirado de Granada alguma tranquilidade. No entanto, no decurso dessa guerra, Maomé é obrigado a apoiar o seu suserano Pedro I de Castela, o Cruel, o que faz emprestando três galés em 1358 e pondo Málaga à disposição das forças navais castelhanas. Isto provoca a hostilidade do rei aragonês Pedro IV, o Cerimonioso. Maomé prepara-se então a entrar no território de Múrcia para atacar a fronteira sul do reino de Aragão quando é vítima dum golpe de estado que o destrona a 21 de agosto de 1359.

### Interregno (1359–1362)

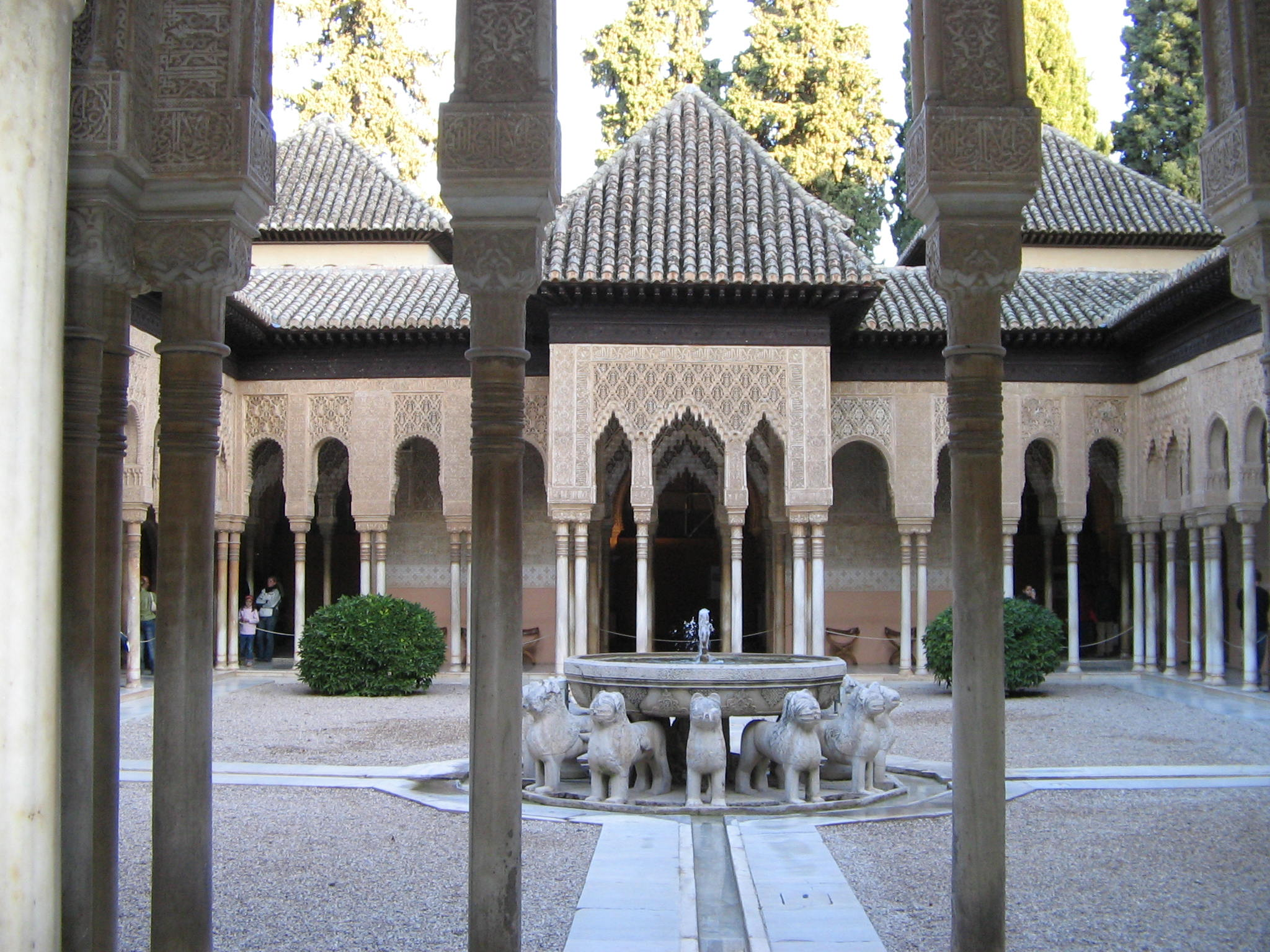
Pátio dos Leões, no complexo palaciano da Alhambra, em Granada, uma das obras de Maoméd V

O golpe de estado foi supostamente instigado por dois membros da família real nacérida: Abu Ualide Ismail (Ismail II), seu meio-irmão filho de Míriam, a outra esposa do seu pai, e Abu Abedalá Alamar Maomé (futuro Maomé VI), um familiar que também era casado com uma irmã de Ismail e meia-irmã de Maomé V. Incitados por Míriam, mãe de Ismail, a 21 de agosto de 1359, uma centena de revoltosos escalam as muralhas da Alhambra, surpreendem a guarda e assassinam o hájibe Abu Nur Raduão. Abu Ualide Ismail toma o poder. Maomé V consegue fugir para Guadix, chegando no dia seguinte, onde recebe o juramento de fidelidade da população na fortaleza, graças ao comandante dos "combatentes pela fé" Ali Badr ad-Din Musa.
Pedro, o Cruel estava incapacitado de ir em auxílio de Maomé V devido à guerra civil com o seu meio-irmão Henrique de Trastâmara (futuro Henrique II), filho bastardo de Afonso XI de Castela, apoiado por Pedro, o Cerimonioso nas suas pretensões ao trono castelhano, pelo que Maomé V refugia-se com a sua família em Marrocos, junto dos Merínidas.
O reinado de Ismail é breve. A 28 de junho de 1360, Maomé Alamar manda matá-lo e aos seus irmãos e vizires e toma o poder com o nome de Maomé VI. Não tarda em provocar o descontentamento entre a corte e o povo de Granada devido à sua brutalidade, grosseria e nervosismo. Troca embaixadores com o Pedro de Aragão.
Pouco tempo depois, Pedro de Castela vence os Aragoneses e Henrique de Trastâmara, o que lhe permite ir em auxílio de Maomé V. No fim de fevereiro ou princípio de março de 1362, Pedro, o Cruel e Maomé encontram-se em Castro del Río e marcham sobre Granada. Maomé VI foge para Sevilha, onde é capturado e executado pelos soldados de Pedro de Castela a 25 de abril de 1362. Pedro enviou a Maomé V como presente pela volta ao trono a cabeça de Maomé VI.

### Segundo reinado (1362–1391)

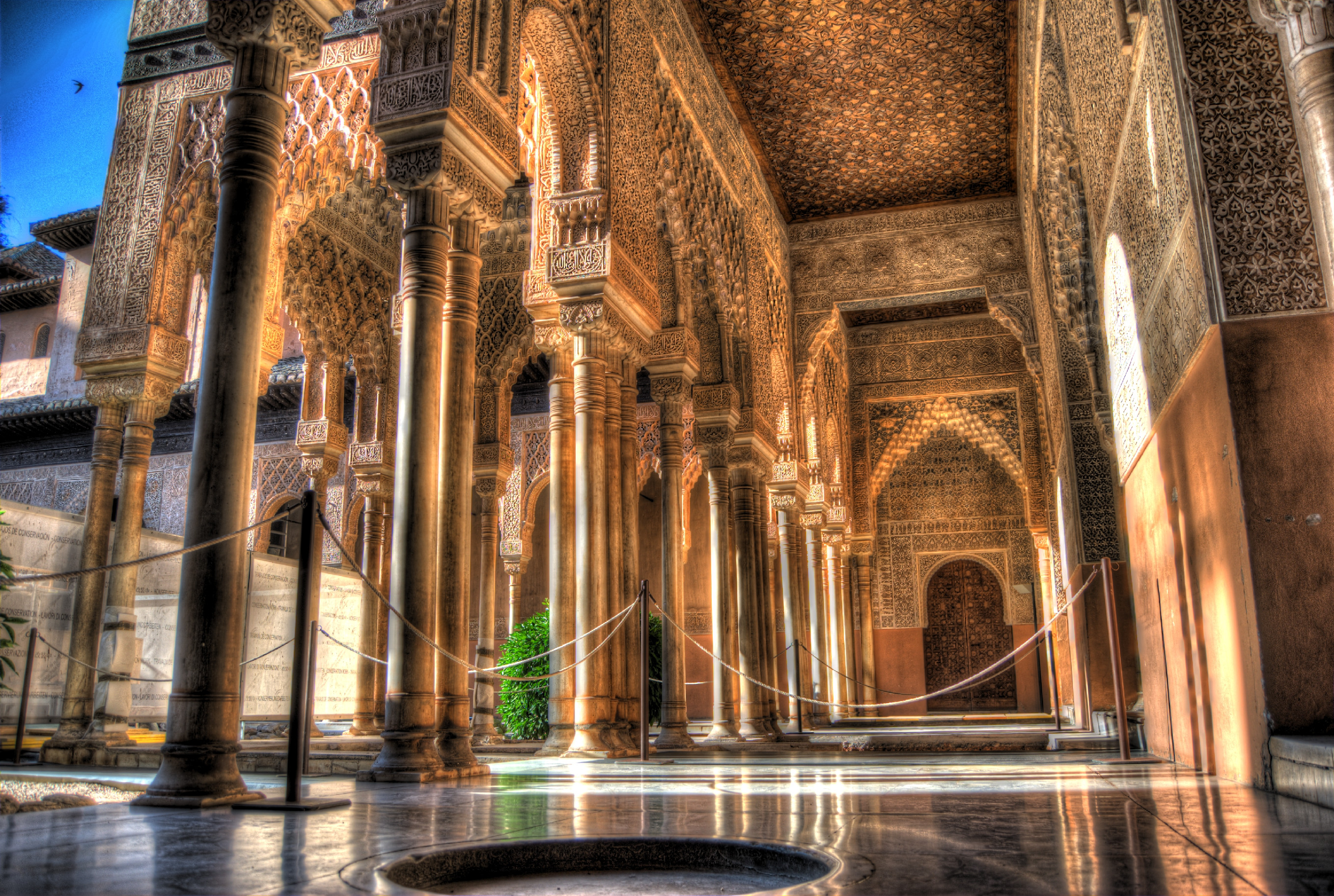
Pátio dos Leões, Alhambra, Granada

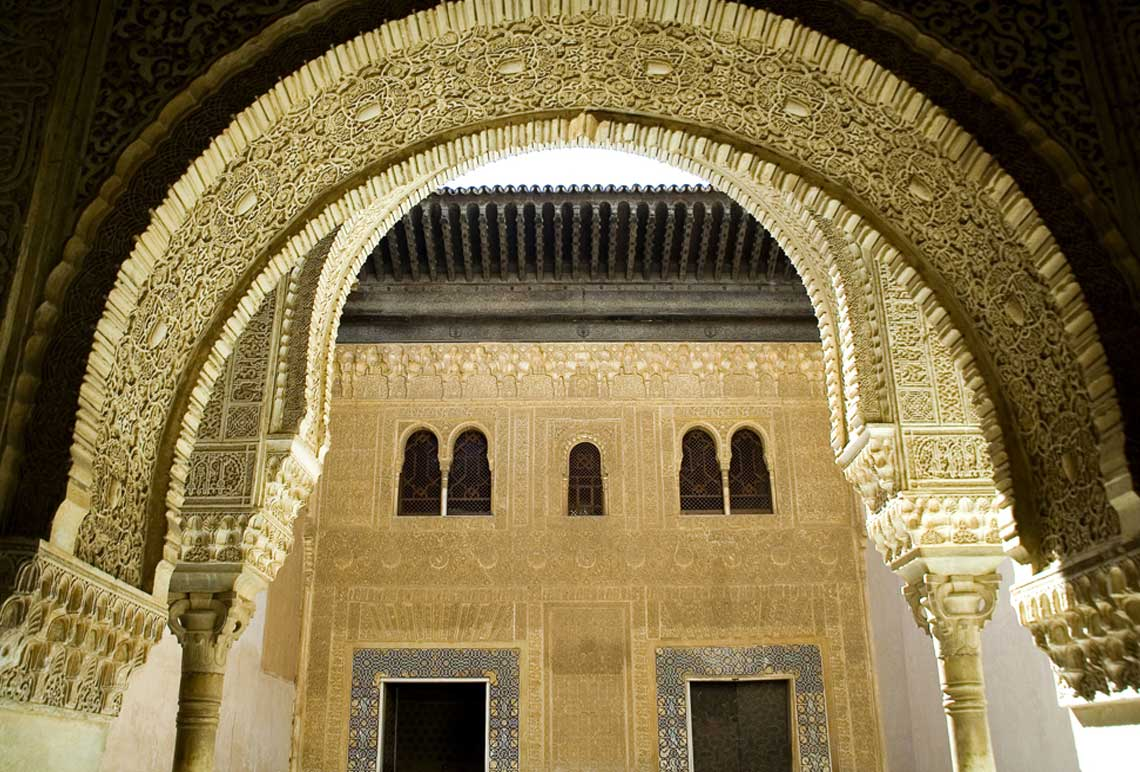
"Quarto Dourado", no Palácio do Mexuar da Alhambra

Maomé V volta ao poder para o que seria um dos reinados mais longos dos nacéridas. O historiador tunisino ibne Caldune conta na sua autobiografia que chegou a Granada a 26 de setembro de 1362, onde é recebido calorosamente pelo emir e pelo seu vizir ibne Alcatibe, que tinha conhecido em Fez durante o exílio forçado. ibne Caldune tinha apoiado a família de Maomé V quando este tinha sido deixado sozinho. Em 1363, o emir envia ibne Caldune como embaixador junto do rei Pedro, o Cruel para finalizar um tratado entre Castela e os Merínidas. Como presente de despedida, Pedro oferece como presente uma «mula fogosa aparelhada com estribos pesados e um freio de ouro. Ofereci-a ao sultão, que me deu a aldeia de Elvira [situada] em terra irrigada na planície de Granada.» No mesmo ano, ibne Caldune volta ao Magrebe.
Em outubro de 1365, o rei do Chipre Pedro I de Lusignan conduz uma força de Cipriotas e de Ocidentais em cruzada e toma Alexandria. Os cavaleiros recusam-se a segui-lo no assalto ao Cairo, pelo que Pedro se vê obrigado a voltar ao Chipre. Maomé V envia ao Cairo uma embaixada junto do sultão mameluco bahrita Alaxerafe Zaine Adim Xabane para o felicitar por ter rechaçado o ataque contra Alexandria. Os enviados de Granada voltam ao Alandalus com 2 000 dinares egípcios, mas sem esperança de obterem uma ajuda militar direta. O Egito mameluco tinha assinado com os reinos de Aragão e de Castela vários tratados comerciais e a sua política externa sempre foi extremamente pragmática.
Pedro, o Cruel e Maomé V mantêm boas relações. Maomé assegura a Pedro o apoio durante a guerra civil deste com Henrique de Trastâmara. Em contrapartida, os nacéridas podem conquistar Algeciras. A 13 de março de 1369 é travada a batalha de Montiel entre Pedro e Henrique, este último apoiado por forças aragonesas e cavaleiros franceses, enquanto Pedro teve o apoio de tropas granadinas. A batalha saldou-se numa derrota de Pedro, que morre apunhalado a 22 de março na tenda de Bertrand du Guesclin, o comandante das forças francesas ao serviço de Henrique.
Em 1371, é o vizir Liçane Adine ibne Alcatibe, amigo de ibne Caldune desde o exílio de 1359 em Fez, que dirige o emirado de Granada. A sua aura diminui gradualmente devido às calúnias vindas de personagens influentes como o poeta Ibn Zamrak. Segundo estas calúnias, ibne Alcatibe estaria a soldo dos Merínidas, que aspiravam conquistar o trono de Granada. Ibne Alcatibe acaba por ser forçado a exilar-se em Fez, junto aos Merínidas, dando assim crédito às acusações de que era objeto. Morre quatro anos mais tarde estrangulado por assassinos enviados por Maomé V.
Em 1372 a dinastia merínida conhece um período de instabilidade. Maomé Saíde é apresentado como herdeiro do seu pai Abdul Aziz I quando tem cinco anos de idade, mas morre em 1373, não chegando a reinar. Em 1374, Abul Abas Amade sobe ao trono de Fez apoiado pelos nacéridas, mas Abu Zaíde Ramane funda um reino rival em Marraquexe.
Em 1375, ibne Caldune regressa a Granada, onde é bem acolhido pelo emir Maomé V. De Marrocos é-lhe ordenado que volte, pois é criticado pela sua amizade com Abu Zaíde Ramane. Maomé V recusa-se enviar ibne Caldune a Fez, mas fá-lo desembarcar em Tremecém, de onde se dirige a Tunes, que se tinha fixado a sua família.
Em 1387, Abul Abas refaz a unidade do reino merínida. Marrocos conhece seis anos de tranquilidade, que Abul Abas aproveita para reconquistar Tremecém e Argel.
Maomé V morre em 1391 e deixa o trono de Granada ao seu filho Abu Alhajaje, que reina com o nome de Iúçufe II.